# Raúl García de Mateos
Raúl García de Mateos Rubio es un ciclista profesional español. Nació en Manzanares (provincia de Ciudad Real) el 5 de julio de 1982. Fue profesional desde 2005 hasta 2007 y posteriormente en 2009 y en 2013. 
En 2008 se reconvirtió en amateur, un año después corrió para el equipo andorrano Andorra-Grandvalira, aunque volvió a competir de nuevo en la categoría élite. El 17 de julio de 2013 retornó al profesionalismo de la mano del equipo continental Louletano-Dunas Douradas.
Su hermano menor Vicente corrió profesionalmente en 2009, también en el Andorra-Grandvalira.

## Palmarés
2012 (como amateur)
- Campeonato de España de Ciclismo en Ruta Amateur

2018 (como amateur)
- Clásica de Pascua

## Equipos
- Relax (2005-2007)
  - Relax-Fuenlabrada (2005)
  - Relax-GAM (2006-2007)
- Supermercados Froiz (2008) (como amateur)
- Andorra-Grandvalira (2009)
- Supermercados Froiz (2010-2013) (como amateur)
- Louletano-Dunas Douradas (2013[2] -2014)
- Louletano-Hospital de Loulé (01.2017-04.2017)
- Cortizo-Anova (05.2017-2020) (como amateur)